# Alicia Garza
Alicia Garza (Oakland, 4 gennaio 1981) è un'attivista e editrice statunitense afroamericana.
Si è battuta sui temi di salute, diritti civili, diritti e servizi per gli studenti, diritti per i lavoratori domestici, lottando contro la brutalità della polizia, il razzismo e la violenza contro i transgender e, in generale, le persone di colore di diversa identità di genere. I suoi lavori editoriali sono stati pubblicati su The Guardian, The Nation, The Feminist Wire, Rolling Stone, HuffPost e Truthout. Attualmente è la direttrice dei Progetti Speciali per la National Domestic Workers Alliance. Garza è inoltre la cofondatrice del movimento Black Lives Matter.

## Black Lives Matter
Alicia Garza, insieme a Opal Tometi e Patrisse Cullors, ha cofondato il movimento Black Lives Matter. A Garza viene accreditata l'ispirazione per lo slogan del movimento quando, in seguito all'assoluzione di George Zimmerman nel luglio del 2013 dopo l'omicidio di Trayvon Martin, pubblicò su Facebook:
(Alicia Garza)
Cullors condivise quindi il post di Garza utilizzando l'hashtag #BlackLivesMatter. L'organizzazione di Garza, Black Lives Matter, è stata spronata a manifestare in seguito alla morte di molte persone di colore, a causa delle azioni violente della polizia, e alle disuguaglianze razziali presenti all'interno del sistema giudiziario degli Stati Uniti. Garza era inoltre rimasta colpita dalla somiglianza tra Trayvon Martin e il suo fratello minore, realizzando che qualcuno avrebbe potuto uccidere anche lui. Garza guidò la Freedom Ride del 2015 verso Ferguson, organizzata da Cullors e Darnell L. Moore, con cui ebbe inizio la realizzazione dei vari gruppi locali di Black Lives Matter attraverso gli Stati Uniti. Garza si identifica come una donna queer, e la sua compagna è birazziale e transgender; Garza porta queste sue esperienze all'interno della sua organizzazione e del suo attivismo.

## Premi e riconoscimenti
Alicia Garza è stata inserita nella lista di The Root 100 fra i 100 afroamericani più influenti del 2016. È stata citata nella guida Politico50 2015 insieme a Patrisse Cullors e Opal Tometi, le altre due co-fondatrici di Black Lives Matter.
Garza ha ricevuto la medaglia di Local Hero da San Francisco Bay Guardian. È stata premiata due volte dall'Harvey Milk Democratic Club con il Premio Bayard Rustin Community Activist per il suo lavoro nel combattere il razzismo e la gentrificazione a San Francisco. Ha inoltre ricevuto il Premio Jeanne Gauna Communicate Justice dal Centre for Media Justice.
Nel 2015, Garza, Patrisse Cullors, e Opal Tometi (come "le donne di #BlackLivesMatter") erano tra i nove finalisti come persona dell'anno della rivista The Advocate.
Nel novembre 2017, Alicia Garza, Patrisse Cullors e Opal Tometi, fondatrici del movimento Black Lives Matter, hanno ricevuto il Premio per la Pace della Sydney Peace Foundation "per aver creato un potente movimento per l'uguaglianza razziale, riaccendendo coraggiosamente il dialogo globale sul tema della violenza di stato e del razzismo. E per aver sfruttato il potenziale delle nuove piattaforme e del potere della gente per ispirare un coraggioso movimento di cambiamento in un tempo in cui la pace è minacciata da delle crescenti disuguaglianze e ingiustizie."